# Buris Henriksen
Buris Henriksen også kendt som Prins Buris (ca 1130-1167) var søn af Henrik Skadelår og Ingerid Ragnvaldsdatter (no). Han forsøgte uden held at vælte Valdemar den Store af tronen i 1167, og blev fængslet på Søborg Slot.

## Valdemar og Buris før 1167
Under den danske borgerkrig kæmpede Buris først for Knud d. 5, men da denne døde under Blodgildet i Roskilde, støttede han Valdemar den Store ligesom sin storebror, Knud Henriksen.
Buris synes først at have haft et godt forhold til kong Valdemar. Henriksønnerne var Valdemars vigtigste støtter i Jylland i 1150’erne og 1160’erne, men ikke nok med det – under et kongeligt møde i Odense blev han fremhævet foran de andre deltagende og af kongen omtalt som min frænde Buris.
I 1161 døde Buris’ bror, kongen af Sverige, Magnus Henriksen. Buris blandede sig i de efterfølgende norske tronstridigheder sammen med Valdemar på Magnus Erlingssons side.
I 1162 gjorde Valdemar Buris til hertug af Slesvig, efter at hans storebror døde samme år.[kilde mangler] Et år senere holdt de påske sammen i Tvis, hvor de oprettede et cistercienserkloster.

## Buris' sammensværgelse
Buris udmærkede sig ved sine bedrifter under vendertogene og deltog i et togt på Rygen i 1165. Han blev, ifølge Saxo, slået bevidstløs under et slag ved Arkona. Under det samme togt blev Valdemars søn, Knud, hyldet som medkonge af hæren. Dette blev Buris utilfreds over, da han selv havde kongeblod i sig og således godt kunne vælges som konge efter Valdemars død. Buris var netop Svend Estridsens oldebarn, og flere af hans forfædre havde forsøgt at vinde tronen (Henrik Skadelår og Svend Tronkræver). Da togtet var ovre, krævede Valdemar, at alle skulle sværge troskab til Knud, men Buris nægtede.
Herefter blev forholdet ødelagt. Buris nægtede at deltage i vendertogene, og han lavede alliancer i Norge og Tyskland, der direkte eller indirekte var rettet mod den danske konge. I 1167 kom det frem, at Buris havde konspireret med den norske stormand, Erling Skakke, om at tvinge Valdemar fra tronen. Valdemar dømte Buris for forræderi, og han blev fængslet i Søborg. Ryd Klosters Årbog fortæller, at han herefter blev kastreret og blindet, og det er i hvert fald næsten sikkert, at han døde i Søborg.
Erling Skakke angreb ganske rigtigt et år senere.

## "Prins Buris"
Buris' navn er sidenhen blevet brugt i folkeviserne og kendes som ”Prins Buris”. I en af folkeviserne forelsker Prins Buris sig i kong Valdemars søster, ”Liden Kirsten”, som føder ham tvillinger. Dette gør Valdemar så vred, at han straffer Liden Kirsten ved at få hende til at danse, indtil hun dør, mens Buris får sine øjne stukket ud, bliver kastreret og sat i fængsel på Søborg slot.